# Михайлов, Виктор Андриянович
Михайлов Виктор Андрианович (21 января 1924 года, деревня Турово ныне Ермолинского сельского округа Вяземского района — 16 марта 1971 года, Яромирка Городокского района Хмельницкой области) — полный кавалер орденов Славы.

## Биография
Родился в крестьянской семье.
В Красную Армию был призван в 1943 году. Служил разведчиком в действующей армии, имел звание сержанта.
В послевоенные годы работал весовщиком на железнодорожной станции.